# Орден «За заслуги перед Вітчизною» (НДР)
Орден «За заслуги перед Вітчизною» (нім. Der Vaterländische Verdienstorden) — урядова нагорода НДР. Заснований орден в 1954 році урядом НДР. Нагородження проводилося за особливі заслуги перед державою в різних сферах діяльності. Орден має три ступені: в золоті, в сріблі, в бронзі. Носиться на лівій стороні грудей.

## Ступені ордена
- Почесна пряжка в золоті
- Золото, 1-й ступінь
- Срібло, 2-й ступінь
- Бронза, 3-й ступінь